# Municipio Aricagua
El Municipio Aricagua es uno de los 23 municipios que forman parte del estado Mérida (Venezuela). Tiene una superficie de 948,1 km² y según estimaciones del INE su población para 2010 será de 5200 habitantes. Se localiza al sur del estado, su capital es la ciudad homónima de Aricagua, la cual se encuentra al final de un valle, el municipio se caracteriza por presentar relieve montañoso.
La población de Aricagua, hoy capital del municipio, nació pequeña y sigue pequeña, porque carece de espacio físico para sus expansión.
Su configuración era muy sencilla: una plaza cuadrada de 50 metros por lado, rodeada por cuatro hileras de casas con una bocacalle en cada esquina. Cada bocacale se abre hacia un camino. La del norte hacia el camino que conduce a Mucutuy. la del este, hacia Mérida. Las del sur y el oeste hacia Barinas. 
El pueblo está rodeado por un bosque de ceibos que alberga una incontable y variada población de aves tropicales. Hoy, gracias a un esfuerzo de sus habitantes, han surgido los barrios La Mesita y La Vega.

## Historia
El 4 de septiembre de 1597, En el territorio del municipio, llegó la Doctrina Aricagua, un grupo Misioneros Agustinos que se establecieron en el poblado de Mucaria y trabajaban con los indios Mukarias. El pueblo fue destruido por un fuerte terremoto en 1742, y entonces los misioneros convencieron a los Mukarias de establecerse en otro lugar a las orillas del río Aricagua, al llegar se establecieron y al mismo tiempo, desplazando a los indios Aricaguas.
Al momento del asentamiento en el pueblo, existen varias versiones, la primera apunta a que, luego de que los misioneros convencieran a los indios de migrar, los Mukarias se movieron al poblado de Aricagua, desplazando a los indios Aricaguas, quienes ya se encontraban en el sitio, los Mukarias permaneciendo ahí, sin embargo otras versiones apuntan a que se desplazaron nuevamente en 1743 a Chacantá (hoy en día, parroquia del municipio Arzobispo Chacón) y Aricagua fue olvidada hasta que fue descubierta y reconstruida por José Goile, lo que permitió su repoblación. 
El pueblo fue parcialmente destruido por un incendio en 1840, y luego un nuevo incendio en 1850, que acabó con la mitad del poblado. Relieves irregulares, podrían indicar que un fuerte terremoto y temblores ocurrieron en este lugar a mediados del siglo XX.
El nombre de Aricagua, se debe al río Aricagua, este nace en el páramo de San Pedro, y desemboca en el río Caparo; tiene como apodo "La perla escondida de los Andes", debido a sus techos de tejas y a sus grandes casas de paredes blancas y muros de tapia.
Aricagua es el municipio más aislado del Estado Mérida. así la describe Don Tulio: "Aricagua es uno de los pueblos más retirados de Mérida, caminos fangosos, soledades inmensas, montañas sombrías, desfiladeros fantásticos, todo esto impresiona al viajero".

## Cultura
La cultura de los aricaguas se ha formado a lo largo del tiempo. No sabemos cuales fueron sus raíces, pues se pierden en las profundidades de los tiempos con la de los mukus o andinos, se emparentan con los achaguas a través de los aricaguas, se aclimatan a la Sierra como los jirajara y se venezolanizan con los giros y los españoles. es la misma cultura de todos los habitantes de la Cordillera de Venezuela, con las inevitables adaptaciones al medio social y geográfico. 
Los aricaguas han vivido siempre en un medido sumamente hostil, rodeados de altas montañas y ríos caudalosos, en una naturaleza exuberante de verdor, de flores, de perfumes y aves multicolores.
A pesar de las dificultades históricas y socioeconómicas que han marcado su devenir, la población de Aricagua ha demostrado un constante interés por el fortalecimiento espiritual y cultural de su comunidad.
En tiempos prehispánicos, se realizaban festividades rituales en honor al dios Chés y a la diosa Chía, así como celebraciones vinculadas al ciclo agrícola, especialmente durante el inicio de la siembra. Estas prácticas estaban acompañadas de danzas melancólicas, ejecutadas al ritmo de tambores y fotutos, instrumentos emblemáticos del grupo indígena mukus.
Con la influencia de las culturas jirajara y aricagua, las expresiones musicales se tornaron más alegres y tumultuosas, y las danzas adquirieron mayor estilización, aunque se mantuvo el uso de los instrumentos tradicionales. La cultura jirajara ejerció una influencia significativa sobre la población aricagüense, que aprendió a “llanerizar” sus expresiones culturales, resistiendo así los intentos de homogeneización cultural por parte de los misioneros que intentaban sustituir las prácticas ancestrales.

## Turismo
Aricagua aloja unos 5000 turista en febrero y unos 7000 en agosto, no es abundante pero es bueno para el pequeño municipio.

## Etnografía
Se conservan aún algunos indios puros descendientes de los antiguos giros. la raza blanca también está muy bien representada. pero la mayoría de la población es mestiza. Es frecuente la mezcla de facciones indígenas con ojos verdes; o de piel cobriza con ojos azules; así mismo piel blanca con ojos achinados. Es llamativo el mestizaje de las familias, se puede conseguir hermanos con diferentes características étnicas. 
El aislamiento físico en que han vivido los aricaguas les ha permitido conservar sus costumbres, sus modales y su léxico. Su cultura ha permanecido intacta desde que el pueblo fue construido lo cual los diferencia un poco del resto de la población del estado.
Desde su incorporación a la Doctrina de Nuestra Señora de la Paz, los aricaguas se convirtieron en católicos. la acción de los adoctrinadores fue ardua, dando como resultado la gran importancia que el poblado le da a la religiosidad, teniendo como figura de devoción al Santo Cristo de Aricagua.

## Denominación a través de la historia
| Año  | Denominación       | Entidad                               |
| 1810 | Pueblo de Indios   | Provincia de Mérida                   |
| 1832 | Parroquia          | "Cantón" de Mérida                    |
| 1898 | Municipio          | Distrito Libertador del Estado Mérida |
| 1901 | Parroquia          | Distrito Libertador del Estado Mérida |
| 1986 | Municipio Autónomo | Estado Mérida                         |

## Economía
La agricultura es la principal actividad económica del municipio, se cultiva principalmente café, caraota, cambur, caña, apio, yuca, maíz, además hay un importante sector ganadero.
En épocas pasadas fue notable en Aricagua la producción de cera y miel, así como los lienzos confeccionados por sus artesanos, cuya comercialización se realizaba hacia los llanos. La artesanía de hoy se reduce a la elaboración de tejidos y cestería con bordados, sombreros de caña, esteras y canastos.

## Hidrografía
Aricagua pertenece a la cuenca del río Caparo, el cual nace en el sur del Pico Bolívar, corre paralelo a la Cordillera y desemboca en el Apure.
El principal río del Municipio es el Aricagua. Nace en la vertiente oeste del Portachuelo, recoge el agua de las quebradas La India, La Alfombra, La Mucuchanchí, Los Parchos, Mucupuén y el Tejar. Su principal afluente es el río Mocomboquito. Desemboca en el río Caparo. 
Durante todo su recorrido es alimentado por innumerables quebraditas y zanjones que descienden de los páramos y dan a la región su especial característica y fertilidad. 

## Festividades
- Agosto:
  - Fiesta patronal, en honor al Santo Cristo
- Febrero:
  - Ferias y fiestas, en honor a la llegada del primer carro.

## Población
Su población está dividida entre Amerindios y Europeos; en menor medida se encuentra mestizaje de las dos razas.
| Parroquia         | Capital     | Población 2003 |
| ----------------- | ----------- | -------------- |
| Municipio Capital | Aricagua    | 3.286          |
| San Antonio       | Campo Elías | 1.115          |

## Características
- Temperatura promedio anual0: 18.6 C°
- Relieve: 1600 m s. n. m.
- Precipitación Anual: 1.850
- Terrenos: páramos, lomas, mesetas, Ríos,

## Política y gobierno

### Alcaldes
| Período                            | Alcalde                | Partido político / Alianza | % de votos | Notas |
| ---------------------------------- | ---------------------- | -------------------------- | ---------- | --- |
| 1989 - 1992                        | Ramón Temistocles Peña | Copei                      | 64,92      | Primer alcalde bajo elecciones directas |
| 1992 - 1995                        | Ramón Temistocles Peña | Copei                      | 50,24      | Reelecto |
| 1995 - 2000                        | Nelson Márquez         | AD                         | -          | Segundo alcalde bajo elecciones directas (se realizaron elecciones generales adelantadas en el 2000 debido a la aprobación de la Constitución de 1999) |
| 2000 - 2004                        | Nelson Márquez         | AD                         | 65,28      | Reelecto |
| 2004 - 2008                        | Nelson Márquez         | AD                         | 59,39      | Reelecto |
| 2008 - 2013                        | José Reyes Cárdenas    | AD                         | 53,34      | Tercer alcalde bajo elecciones directas (se postergan 1 año las elecciones municipales pautadas para finales del 2012)                                 |
| 2013 - 2017                        | Jesús Emiro Lobo       | PSUV                       | 49,93      | Cuarto alcalde bajo elecciones directas |
| 2017 - 2021                        | Jesús Emiro Lobo       | PSUV                       | 42,27      | Reelecto |
| 2021 - 2025                        | Nelson Marquez         | AD                         | 60,82      | Quinto alcalde bajo elecciones directas |
| Fuente: Consejo Nacional Electoral |                        |                            |            | |

### Concejo Municipal
Periodo 2021 - 2025
| Concejales     | Partido político / Alianza |
| -------------- | -------------------------- |
| Yovani Dugarte | AD                         |
| Neivis Torres  | AD                         |
| Albis Sosa     | AD                         |
| Jose Torres    | AD                         |
| Ana Pérez      | PSUV                       |